# Cloruro di benzendiazonio
Il cloruro di benzendiazonio è un sale di diazonio di formula Ph-N≡N+Cl−, costituito dal catione benzendiazonio e dall'anione cloruro.

## Sintesi
Il cloruro di benzendiazonio può essere ottenuto per diazotazione dell'anilina con nitrito di sodio ed acido cloridrico.
Ph-NH2 + NaNO2 + HCl → Ph-N≡N+Cl−